# Osteosema praeampla
Osteosema praeampla är en fjärilsart som beskrevs av W. Warren 1897. Osteosema praeampla ingår i släktet Osteosema och familjen mätare. Inga underarter finns listade i Catalogue of Life.